# Amigos Para Siempre
"Amigos Para Siempre (Friends for Life)" ou "Amics per sempre"  é uma canção escrita para os Jogos Olímpicos de Verão de 1992 em Barcelona. A canção foi composta por Andrew Lloyd Webber e a letra, de Don Black, está em inglês, com exceção da frase do título que é repetida em inglês, castelhano, e catalão.

## Versão de Brightman e Carreras
Sarah Brightman e José Carreras interpretaram a canção durante a cerimônia de encerramento dos Jogos Olímpicos. O dueto também foi lançado em todo o mundo como single, para coincidir com os Jogos. Alcançou a posição nº 11 nas paradas britânicas. Foi um dos dois temas musicais para o evento. O outro, intitulado simplesmente "Barcelona", foi interpretado por Freddie Mercury e Montserrat Caballé, e alcançou a posição n.º 2.

## Versões covers
Na Espanha, a mais famosa versão desta canção foi feita pelo grupo espanhol Los Manolos com arranjos rumba e letras em espanhol, com exceção do coro. Alcançou o número 3 nas paradas espanholas. Mais tarde, foi reinterpretada por Effie e Norman Gunston e alcançou o top 30 na Austrália na época. 
Era a canção favorita de Juan Antonio Samaranch, presidente do Comitê Olímpico Internacional entre 1980 e 2001, e foi tocada em seu funeral em Barcelona, em abril de 2010. 